# Sudden Strike (Computerspiel)
Sudden Strike ist ein Echtzeit-Strategiespiel für Windows und der erste Teil der Sudden-Strike-Serie, die während der Zeit des Zweiten Weltkrieges spielt. Es wurde vom russischen Studio Fireglow Games entwickelt und von cdv Software Entertainment vertrieben.

## Spielprinzip
Der Spieler kann im Einzelspieler-Modus zwischen drei Kampagnen (Sowjetunion, das Deutsche Reich sowie die Alliierten) wählen. Der Spieler hat dabei die Möglichkeit, auf den verschiedenen Seiten zumeist fiktive, teilweise auch an realen Gegebenheiten angelehnte Geschehnisse des Zweiten Weltkrieges (zum Beispiel Schlacht um Stalingrad oder Operation Overlord) nachzuspielen.
Der Spieler kommandiert seine Einheiten, die detailgetreu der Realität nachempfunden wurden, aus einer isometrischen, nicht drehbaren 2D-Karte aus der Vogelperspektive. Bemerkenswert ist das hohe Maß an Realität. Ohne Aufklärung und behutsames Vorgehen läuft der Spieler schnell Gefahr, in einen Hinterhalt zu laufen. Klippen, Häuser und Wälder schränken dabei die Sicht ein. Brücken, Häuser und Bäume können zerstört werden, um die Sicht zu erhöhen, Widerstandsnester auszuschalten oder um den Gegner am Nachschub zu hindern.
Die Einheitenauswahl reicht von Infanterie (Gewehrschützen und Maschinenpistolenschützen) über Transport-LKW und gepanzerte Transportwagen bis hin zu mittel-schweren Panther-Panzern, Stalinorgeln, Haubitzen, Feldgeschützen und Bombern. Die Luftflotte kann aus Aufklärern, Bombern, Fallschirmjägern und Versorgungsmaschinen bestehen.
Die strategischen Möglichkeiten sind ebenfalls vielfältig: Minen, Fallschirmjäger, Scharfschützen sowie das Bauen von Pontonbrücken.
Im Gegensatz zu vielen anderen Echtzeit-Strategiespielen gibt es bis auf wenige Ausnahmen keine Möglichkeit, Einheiten zu erschaffen, sodass die Missionen mit den gegebenen Einheiten bewältigt werden müssen. Bis auf eventuell eintreffende Verstärkungen bleibt dem Spieler nur, die für die vorhandenen Einheiten beste Strategie zu entwickeln und durchzusetzen.
Der Mehrspieler-Modus (LAN oder Internet) ist mit bis zu 12 Spielern spielbar.

## Rezeption
Das Spiel wurde überwiegend positiv von der Fachpresse aufgenommen. Gelobt wurden Grafik, die realistischen Kämpfe und der taktische Tiefgang. Bemängelt wurden hingegen der extrem hohe Schwierigkeitsgrad, das Wegfindesystem der KI, das fehlende Ressourcen-Management sowie teilweise die Musik.
Kritisiert wurden zudem die undifferenzierte Behandlung des Weltkriegsthemas und Geschichtsfälschung:

„Die Schauplätze sind unter anderem Stalingrad und die Normandie. Diese Orte sind mit tragischen Ereignissen verknüpft und vielen Menschen ein Begriff. In der Redaktion gab es deshalb Diskussionen, ob Sudden Strike die Schrecken des Zweiten Weltkrieges verharmlost. Das lässt sich nicht ganz von der Hand weisen. Zumal, wenn das Spiel in falsche Hände gerät und der Spieler nicht über die realen Hintergründe weiß. [...] Aber das Spiel ist anderseits auch geeignet, die Schrecken des Krieges drastisch nachzuempfinden. Das ist stellenweise geschichtlich durchaus gelungen - auf technisch sehr hohem Niveau. Geschichtlich abstrus ist jedoch das Ende des deutschen Feldzuges geraten. Der Krieg kann mit der Wehrmacht zwar nicht mehr gewonnen werden, aber die letzte Schlacht. So erreicht der Spieler eine bessere Verhandlungsposition gegenüber den Alliierten, und das Deutsche Reich muss nicht bedingungslos kapitulieren. Ein kurzer Film - ein deutscher Soldat erschießt einen russischen Funker - ist schlicht geschmacklos.“

Das Thema würde wiederum unbehandelt von manchen Clans aufgegriffen:

„[...] bei Sudden Strike (von einigen Spielern abgekürzt SS genannt) findet man, ohne lange suchen zu müssen, deutsche Gruppen [...], die den SS-Totenkopf im Wappen führen.“

### Verkaufserfolg
Das Spiel war unerwartet erfolgreich. Es wurden bis 2001 mehr als 600.000 Kopien verkauft und das Spiel erreichte Platz 1 der GfK-Charts in Deutschland und Frankreich sowie Platz 4 in Großbritannien. Das Spiel wurde im Jahr 2001 mit dem Platin-Award des VUD ausgezeichnet. Der Publisher CDV zeigte sich überrascht vom Erfolg und schloss mit dem russischen Entwicklerteam Fireglow einen weiteren Produktions- und Publishingvertrag im Umfang von 2 Millionen US-Dollar ab. Laut Publisher cdv hat sich das Spiel bis Juli 2003 über 1 Million Mal verkauft.

## Sudden Strike Forever
Sudden Strike Forever ist die einzige offizielle Erweiterung zu Sudden Strike. Neu sind unter anderem ein Karteneditor sowie über 30 Einheiten, vier Kampagnen (u. a. Engländer im Afrikafeldzug) sowie sieben Einzel- und 20 Mehrspielermissionen. Auch grafisch wurde das Spiel aufgewertet: Die Karte besitzen statt der üblichen Sommer- und Winterlandschaft zudem noch Wüsten- und Herbstszenarien. Einfluss auf die Strategie besitzen die Landschaften jedoch nicht.
Die strategischen Möglichkeiten bekommen durch sinnvolle Eigenschaften der Einheiten eine größere Tiefe, etwa das Erhöhen der Erfahrung von Einheiten durch nahestehende Offiziere oder das Rückwärtsfahren von Fahrzeugen.

### Rezeption
Die Erweiterung erhielt im Schnitt ähnliche Wertungen wie der Vorgänger und erzielte einen Metascore von 70 Punkten. Das deutschsprachige Onlinemagazin 4Players bewertete Sudden Strike Forever mit 82 % und nannte es ein gelungenes aber schweres Addon.

„Wirklich empfehlen kann man Forever nur ambitionieren Fortgeschrittenen und Profis!“